# Atelopus chrysocorallus
Atelopus chrysocorallus es una especie de anfibios de la familia Bufonidae.
Es endémica de Venezuela.
Su hábitat natural incluye montanos secos, ríos, y corrientes intermitentes de agua.
Está amenazada de extinción por la pérdida de su hábitat natural.